# جيروم أساور
جيروم أساور (بالألمانية: Jerome Assauer)‏ هو لاعب كرة قدم ألماني في مركز الهجوم، ولد في 6 يونيو 1988 في كولونيا في ألمانيا. لعب مع بادربورن 07 ونادي بروسيا مونستر ونادي فوبرتال الرياضي ونادي فيكتوريا كولن ونادي كوبلنتس.

## وصلات خارجية
- جيروم أساور على موقع قاعدة بيانات كرة القدم.إي يو (الإنجليزية)
- جيروم أساور على موقع بيانات كرة القدم. دي إي (الألمانية)
- جيروم أساور على موقع Soccerway.com (الإنجليزية)
- جيروم أساور على موقع عالم كرة القدم.نت (الإنجليزية)